# Schloss Salder

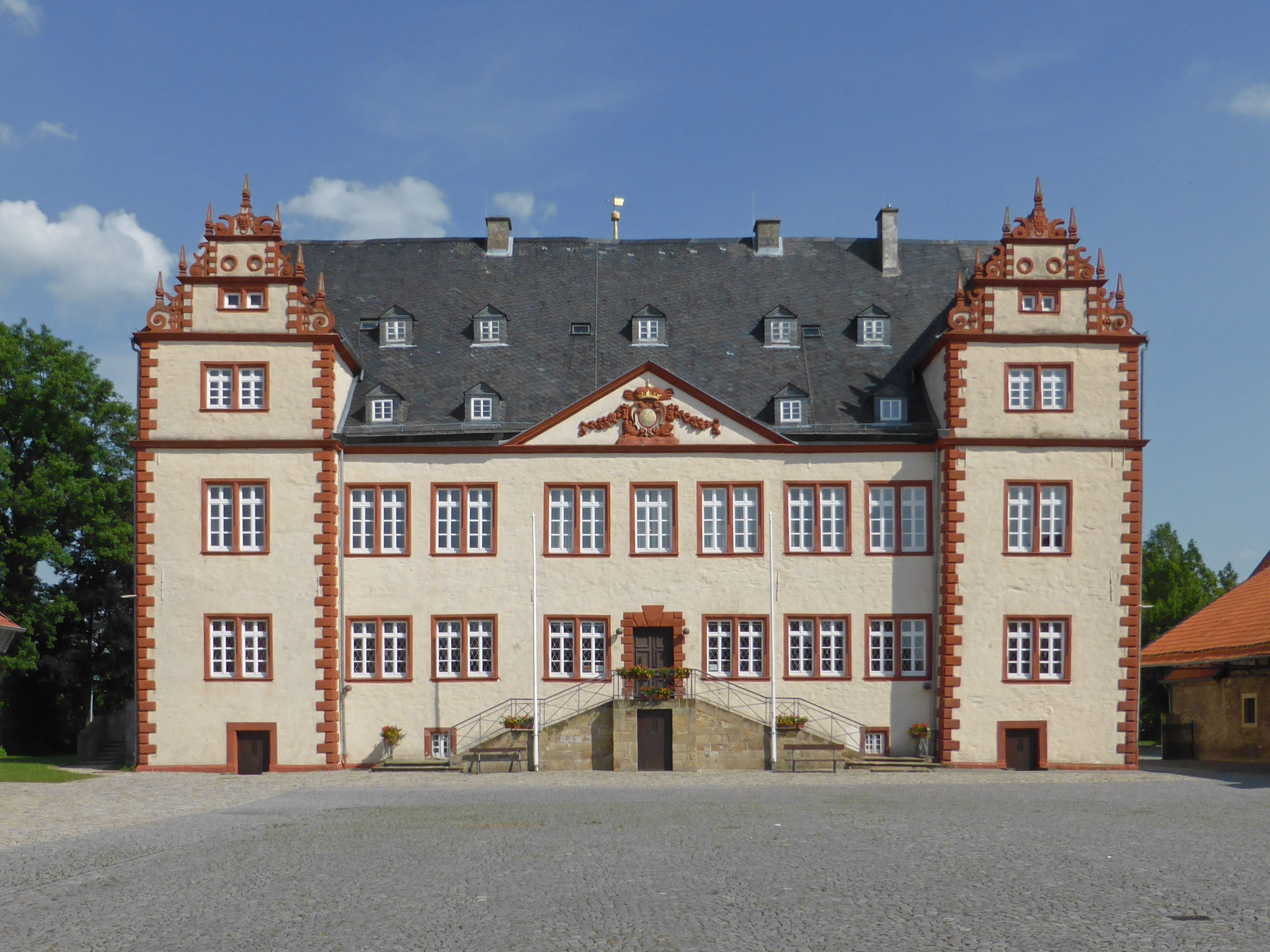
Schloss Salder, heute städtisches Museum

Schloss Salder ist ein Renaissanceschloss in Salzgitter in Niedersachsen. Es befindet sich im gleichnamigen Stadtteil Salder. Der Bau im Stil der Weserrenaissance diente mit den Nebengebäuden als Fürstensitz und landwirtschaftliche Domäne. Heute befindet sich darin das Städtische Museum Schloss Salder.

## Baubeschreibung

### Gebäude
Das Schloss liegt nahe der Fuhse auf sumpfigem Grund. Zur Stabilisierung mussten daher hölzerne Pfähle in den Grund getrieben werden, auf die das Schloss aufgesetzt wurde. Das im Stil der Weserrenaissance gehaltene Gebäude ist aus Kalksandsteinen erbaut, die Wände im Inneren sind größtenteils aus Holzfachwerk erstellt. Der erhöhte Haupteingang liegt im Westen und ist damit zum Dorf hin gewandt. Über diesem war das Wappen des Erbauers David Sachse angebracht. Für den Zugang zu den anderen Geschossen war an der Rückseite (Ostfront) des Gebäudes ein Treppenturm angebaut. Das Gebäude ist relativ schmucklos, neben der Haupttreppe und dem Wappen dienten nur noch das Dachgesims und die beiden Eckrisalite als Zierde.

### Raumaufteilung
Schloss Salder ist gegliedert in ein fast ebenerdiges Kellergeschoss, ein Erdgeschoss, ein Obergeschoss und zwei Dachgeschosse. Das Erdgeschoss wurde hauptsächlich für das tägliche Leben genutzt, während das Obergeschoss repräsentativen Zwecken diente. Im Dach waren die Wohnräume für die Bediensteten und Lagerräume untergebracht. Im Erdgeschoss erstreckte sich die Eingangshalle über die gesamte Tiefe des Gebäudes, links und rechts davon lagen je vier Räume. Das „grüne“ Gemach lag links, das „rote Gemach“ auf der rechten Seite, dahinter befand sich jeweils ein Schlafgemach. Die Küche lag im östlichen Teil des Erdgeschosses. Die Wände der Eingangshalle waren mit floralen Geflechten und verschiedenen Tieren bemalt. Über der Eingangshalle befand sich im Obergeschoss das Fürstenzimmer, links davon ein „blaues“ und ein „gelbes“ Zimmer, auf der anderen Seite das „Fürstengemach“ und ein „rotes“ Zimmer.
Geheizt wurde Schloss Salder über je einen Kamin in der Eingangshalle und im Fürstenzimmer, das Erdgeschoss wurde zusätzlich über eine im Keller eingebaute Warmluftheizung erwärmt. In den anderen Zimmer waren Öfen aufgestellt.

### Außenanlagen
Der Stich Merians von 1654 zeigt, dass zum Schloss auch landwirtschaftliche Gebäude gehörten. Zusammen mit dem Schloss bildeten diese ein Karree, das den Schlosshof umgab.
Östlich des Schlosses war ein „Lustgarten“ angelegt. Nach einer Beschreibung vom Ende des 17. Jahrhunderts war dieser in drei Reviere eingeteilt, die von „Rosenbüschen, Rieps, Haselstöcken und Liguster“ umgeben waren. An diesen Garten grenzte ein großer Baumgarten mit „18 alten Birn-, 19 trächtigen Apfel- und 54 jungen gepfropften Bäumen“.

## Geschichte

### Erster Bau ab 1608 bis 1695

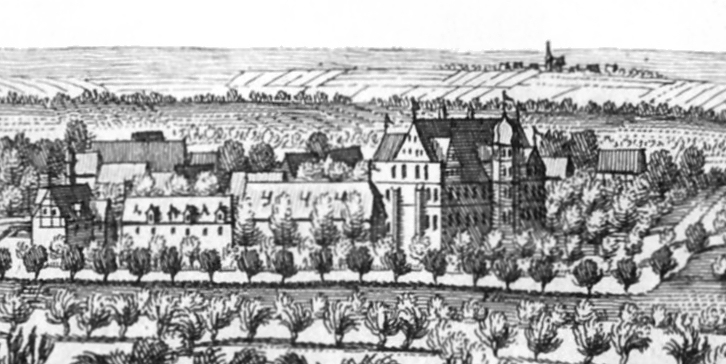
Schloss Salder als Ausschnitt eines Stichs von Matthäus Merian um 1654

Anfang des 17. Jahrhunderts hatte die Familie von Saldern Teile ihres Besitzes an Statius von Münchhausen verpfänden müssen. Von diesem wiederum pachtete David Sachse aus Wolfenbüttel das wüste Stammgut in Salder auf 40 Jahre. Sachse (Mitte 16. Jh. bis 1613) war ein fürstlich-braunschweigischer Obrist und Geheimrat. Im Jahr 1608 erbaute Sachse sich hier ein Renaissance-Schloss, das nach seinem Bauherrn im Volksmund „Sachsenschloss“ genannt wurde. Die Pläne stammen mit hoher Wahrscheinlichkeit von Hofbaumeister Paul Francke, diesen Schluss lässt jedenfalls der Vergleich mit anderen Bauten Franckes zu.
Auf Grund von Differenzen mit Herzog Friedrich Ulrich musste Sachse das Land verlassen und verstarb 1613. Da der Herzog damals selbst finanzielle Probleme hatte, verpflichtete er die Familie von Saldern, ihre ehemaligen Güter in Salder und das Schloss von Sachses Töchtern zurückzukaufen.
Während des Dreißigjährigen Kriegs erlitt Schloss Salder durch Kaiserliche Truppen unter General Ottavio Piccolomini 1641 und 1642 Zerstörungen. 1654 beklagte Merian bereits den desolaten Zustand des Schlosses. Den weiteren Verfall erweist ein Bericht von 1687, in dem es heißt, dass die Fußböden verfault und zerbrochen seien und dass die Fenster mit Stroh ausgestopft waren. Ein Gutachten aus dem Jahr 1975 kam zu dem Schluss, dass das Schloss um diese Zeit lange leer gestanden hatte.

### Umbau des Schlosses ab 1695 und Nutzung bis 1954

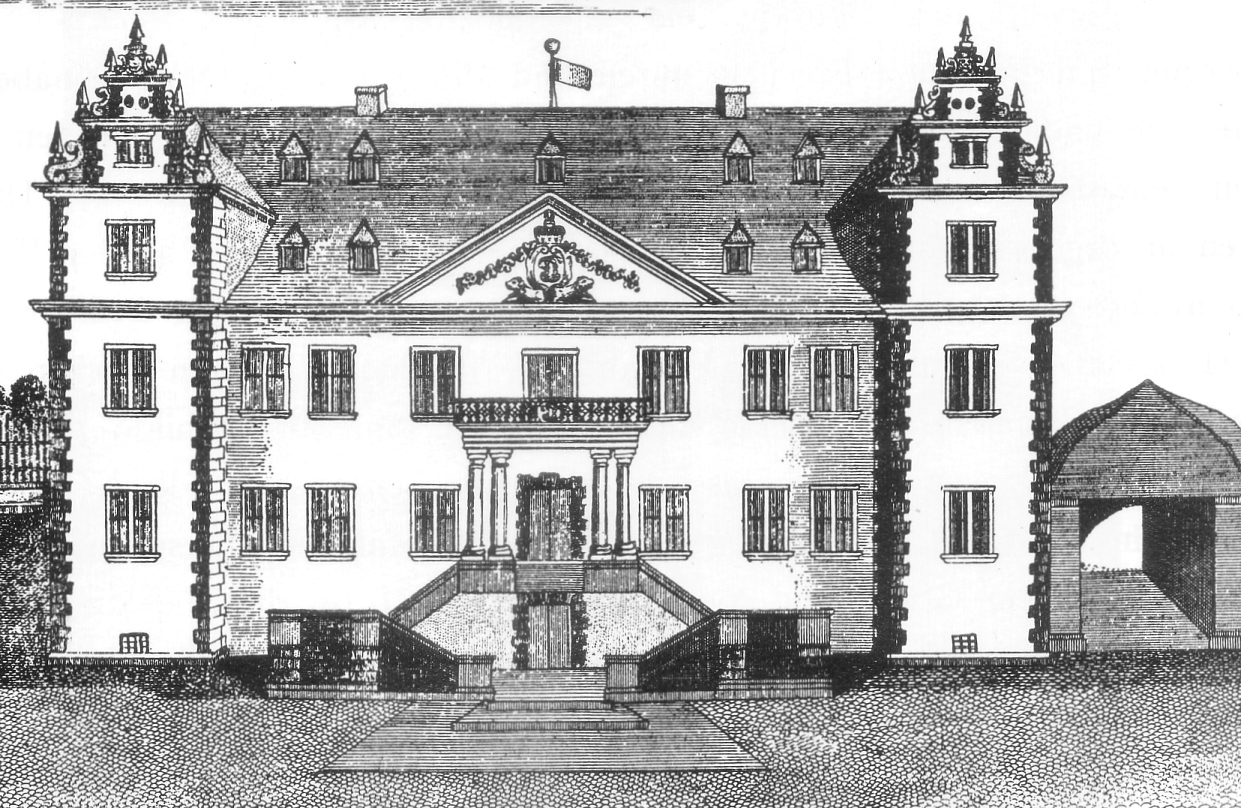
Das Schloss um 1700

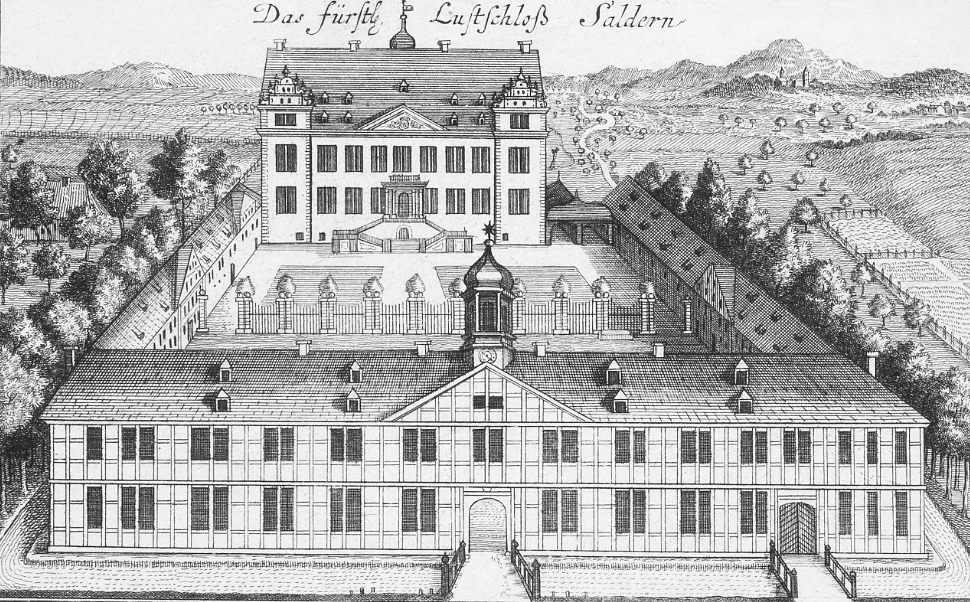
Die Schlossanlage um 1750

Am 19. November 1695 kaufte der Erbprinz des Fürstentums Braunschweig-Wolfenbüttel, August Wilhelm, Schloss Salder und die ehemaligen Ländereien der Familie von Saldern. Nach dem Erwerb ließ August Wilhelm das Schloss nach Plänen des Braunschweiger Landesbaumeisters Hermann Korb umbauen und erweitern. Der um 1700 entstandene Stich zeigt Änderungen an der Westfront des Schlosses. Über dem Eingang wurde ein von Säulen getragener Balkon angebracht, darüber ein Dachgiebel mit dem Wappen des Erbprinzen. Der Stich von 1750 zeigt die ganze Schlossanlage, der Schlosshof wurde durch einen Zaun geteilt und vor dem Schlosseingang ein Ziergarten angelegt. Die Wirtschaftsgebäude links und rechts beherbergten die Ställe, eine Wagenscheune und ein Brauhaus. Das Gebäude gegenüber dem Schloss, der Westtrakt, beherbergte die Wohnräume für die Bediensteten und eine Meierei.
Im Inneren wurden die Räume in Anlehnung an das italienische Barock umgebaut und die Decken mit zahlreichen Stuckarbeiten verziert. Die Arbeiten wurden vom italienischen Stuckateurmeister Giacomo Perinetti ausgeführt, den der Fürst einige Jahre später an seinen Hof nach Wolfenbüttel holte. Weiter wurde die Eingangshalle mit Porträts der herzoglichen Familie und Reiterbildern befreundeter Fürsten ausgeschmückt. Im Jahr 1709 hatte August Wilhelm auch das Patronat über die Kirche von Salder erworben und ließ sich danach zwischen 1713 und 1717 in der Nähe des Schlosses die Schlosskirche St. Maria Magdalena erbauen. Die Pläne hierzu stammten vom Braunschweiger Festungsbaudirektor Völcker.
Nach dem Tode von Herzog August Wilhelm im Jahre 1731 wurde das Schloss weiter von seiner Witwe Elisabeth Sophie Marie bewohnt. 1740 kaufte Herzog Karl I. der Witwe das Nutzungsrecht ab und betrieb die Anlage als herzogliche Domäne. Dazu wurde der Ziergarten vor der Eingangstreppe wieder entfernt, ebenso der Balkon über dem Eingang. Im Jahr 1795 wurde das Amt und Gericht Lichtenberg/Salder, das zuvor seinen Sitz in der Domäne Lichtenberg hatte, ins Schloss verlegt. Das Amtsgericht zog 1867 in einen Neubau am heutigen Gerichtsweg um. Gegen Ende des 19. Jahrhunderts wurde der Westtrakt abgerissen und neu gebaut. Seitdem wurde das Schloss ausschließlich als landwirtschaftliches Gut genutzt.

### Das Schloss im 20. Jahrhundert

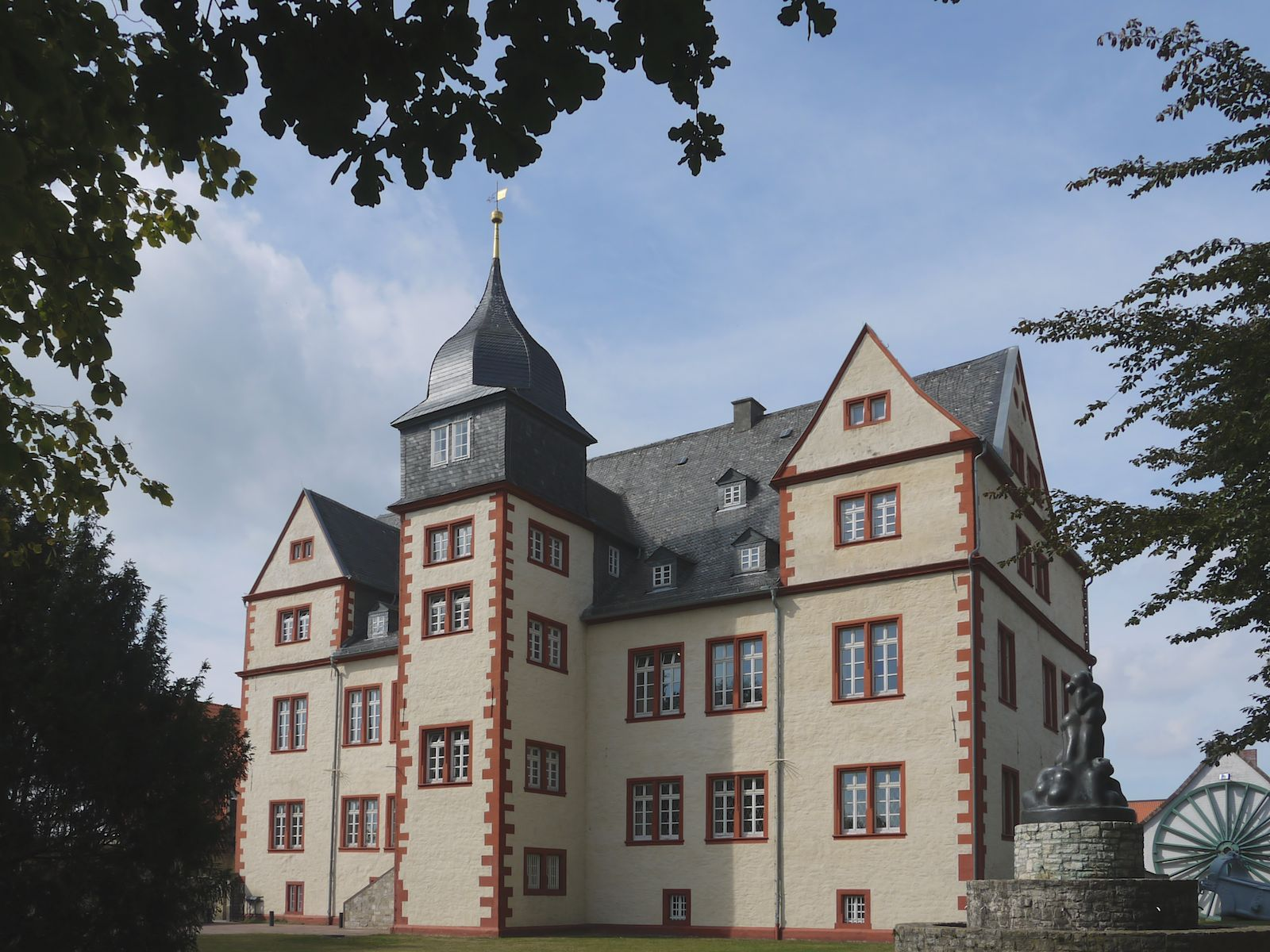
Schloss Salder – Ansicht vom Park

Anfang des 20. Jahrhunderts wurde der Landwirtschaftsbetrieb intensiviert. 1907 bewirtschafteten etwa 20 Beschäftigte einen Viehbestand von ungefähr 50 Pferden, 100 Kühen, 500 Schafen und 200 Schweinen.
Nach dem Ersten Weltkrieg und dem Ende der Monarchie beschlagnahmte der Freistaat Braunschweig 1920 die im Besitz des Braunschweiger Herzogs stehende Domäne. Ab 1925 bewirtschaftete eine staatliche Verwaltungsgesellschaft aus Braunschweig das Anwesen, das zur Staatsdomäne wurde. Ihre Hauptaufgabe war die Erzeugung von Saatgut.
1939 übernahmen die Reichswerke Hermann Göring die Domäne und machten sie zum Sitz der Großdeutschen Umsiedlungsgesellschaft. Sie erwarb von Landeignern Flächen zum Bau von Industrieanlagen im Salzgitter-Gebiet. 
Unmittelbar nach dem Zweiten Weltkrieg bezogen britische Truppen ihr Quartier im Schloss. Später kamen in den Gebäuden wohnungslose Heimatvertriebene unter. Die Salzgitter AG als Rechtsnachfolgerin der Reichswerke verkaufte Schloss Salder 1955 für den symbolischen Preis von einer Mark an die Stadt Salzgitter.

## Museum der Stadt Salzgitter

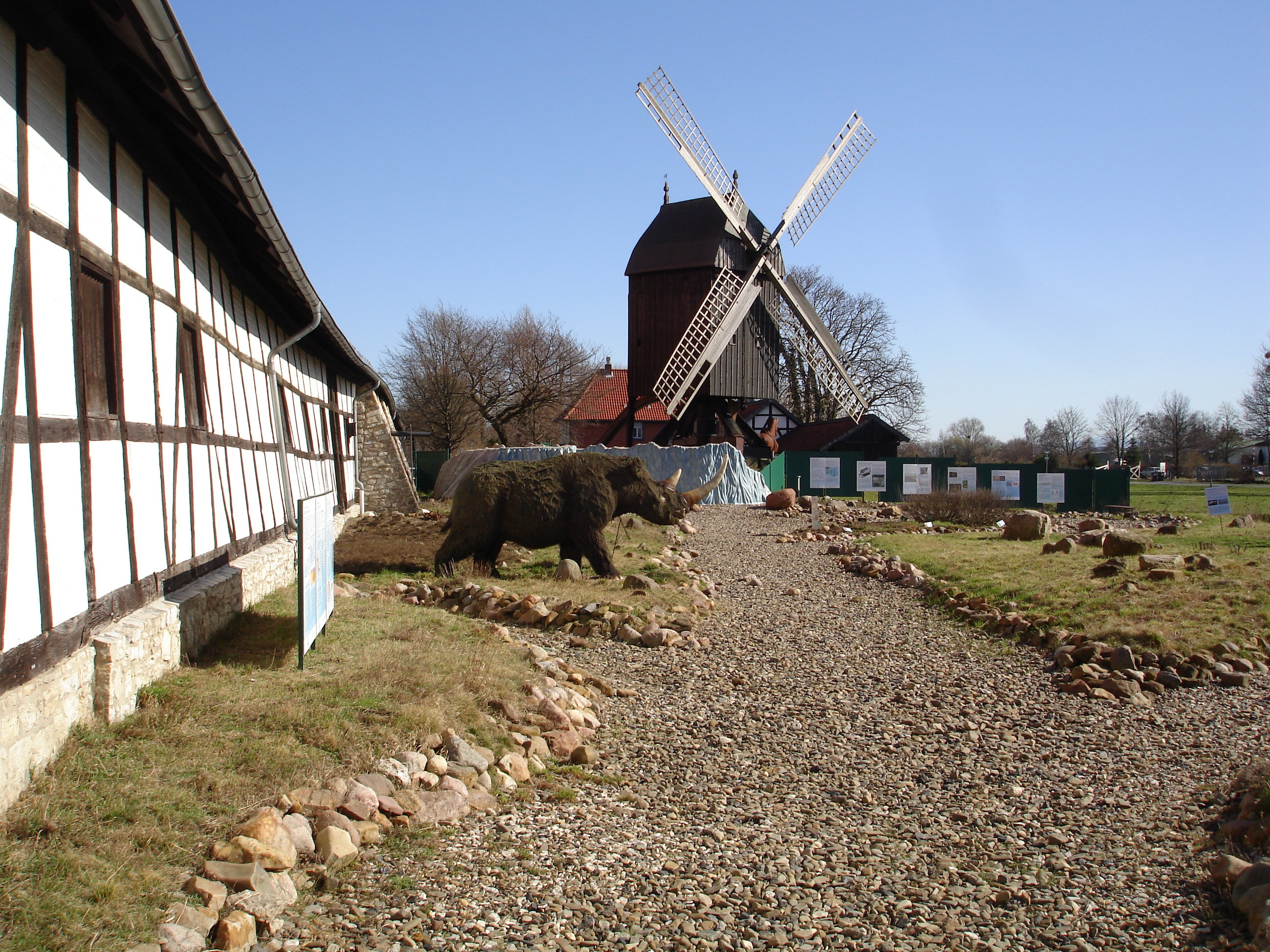
Außenanlage des Museums

Ab 1958 wurden die durch die britische Besatzung in der Nachkriegszeit und die spätere Bewohnung bedingten Umbauten wieder entfernt, die Schäden beseitigt und das Schloss wurde zu einem Museum umgebaut. Am 14. Dezember 1962 wurde im Schloss das neue Museum der Stadt Salzgitter eröffnet. Als 1975 bei einer baulichen Überprüfung Mängel in der Bausubstanz festgestellt wurden, musste das Schloss für den Publikumsverkehr geschlossen werden. Nach Abschluss der umfangreichen Sanierungsarbeiten, bei denen das Schloss auch modernisiert und das Museum erweitert wurde, konnte dieses am 8. Mai 1981 wiedereröffnet werden.
Sowohl die Dauerausstellungen als auch die Sonderausstellungen können durchweg kostenfrei besichtigt werden. Im Schloss und seinen Nebengebäuden werden auf über 3500 Quadratmetern Fläche mehr als 3000 Ausstellungsstücke vom Erdaltertum bis ins 20. Jahrhundert präsentiert. Darunter sind Neanderthaler-Artefakte und archäologische Funde sowie zahlreiche Fahrzeuge und technisches Gerät. Ein Ausstellungsschwerpunkt ist die Ur- und Frühgeschichte der Region unter Darstellung des Lebens in der Eiszeit, womit an den 1952 entdeckten mittelpaläolithischen Fundplatz Salzgitter-Lebenstedt angeknüpft wird. Dazu entstand im Außenbereich ein 2000 Quadratmeter umfassender „Eiszeitgarten“ mit nachgebauten Hütten und lebensgroßen Modellen eiszeitlicher Großsäuger, darunter ein Mammut.

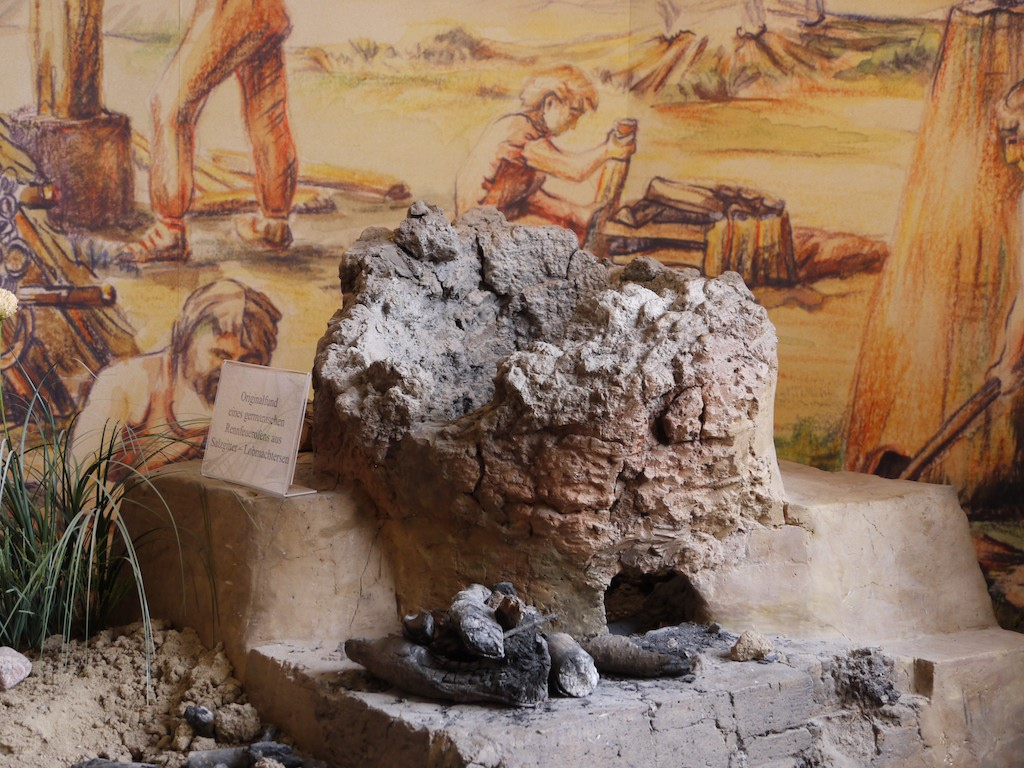
Rennofen

Weitere Schwerpunkte sind neben der Geologie, in der unter anderem ein ganzes Ichthyosaurier-Skelett präsentiert wird, die Stadtgeschichte der 31 Ortsteile von Salzgitter vom Mittelalter bis in das 20. Jahrhundert. In der Abteilung „Vom Erz zum Stahl“ wird unter anderem ein bei Lobmachtersen gefundener Rennofen aus dem 2. Jahrhundert gezeigt.
Das Dachgeschoss beherbergt unter dem Thema „Geschichte der Kindheit“ eine Sammlung historischen Spielzeugs aus dem 19. und 20. Jahrhundert. Im ehemaligen Schafstall wird die Geschichte der Landwirtschaft und des Landlebens präsentiert. Hier sind auch historische Fahrzeuge zu besichtigen. 2017 erwarb das Museum einen AWS Salzgitter-Jeep Kombiwagen, der 1950 von den Autowerken Salzgitter hergestellt worden war. Die Sonderausstellungen des Museums und der dort ebenfalls angesiedelten Städtischen Kunstsammlungen werden auf zwei Ebenen im umgebauten ehemaligen Kuhstall gezeigt. Im Außenbereich kann auch die ehemalige Osterlinder Bockwindmühle besichtigt werden. Im großen Fürstensaal des Schlosses können Trauungen durchgeführt werden.
Außerdem werden in den Museumsgebäuden und im Schlosshof in jedem Jahr kulturelle Innen- und Außenveranstaltungen durchgeführt. Die größten Veranstaltungen sind das am Wochenende des Internationalen Museumstags stattfindende Museumsfest, im Sommer eine Reihe Open-Air-Veranstaltungen des Kultursommers und in der Vorweihnachtszeit am dritten Adventswochenende der Adventstreff.